# لتگاه
لتگاه یکی از روستاهای استان همدان است که در دهستان مهاجران بخش لالجین شهرستان بهار واقع شده‌است.
روستای لتگاه در موقعیت شمال غرب شهر همدان و شمال شرق بخش لالجین در اراضی دشت لتگاه واقع گردیده‌است.  اراضی این روستا از نوع رسوبی و بسیار حاصل‌خیز می‌باشد. زبان مردم این روستا، زبان ترکی می‌باشد و مذهب شیعه دارند. 
این روستا با جمعیت ۱۸۴۴ نفر و ۵۵۳ خانوار سومین روستای بزرگ بخش لالجین است که اراضی مسکونی این روستا ۵۲ هکتار و اراضی کشاورزی این روستا ۱۱۱۵ هکتار می‌باشد. به‌دلیل قرارگرفتن مرتع این روستا به‌عنوان قطب اصلی دام‌داری در شهرستان بهار، کشت یونجه، گندم، جو، ذرت و علوفهٔ دامی، اغلب به‌صورت آبی رایج می‌باشد.

## وجه تسمیه
دلیل نام‌گذاری این روستا به نام روستای لتگاه، تلاقی دو رودخانهٔ قره‌چای و قوری‌چای در اراضی دشت لتگاه بوده‌است که ابتدا به نام لاتگاه (نام ترکی) به معنای جای جمع‌شدن رسوبات حاصل از سیلاب رودخانه‌ها نام‌گذاری شده بوده‌است؛ که بعدها نام لاتگاه به لتگاه تغییر کرد.

## اقتصاد
با وجود ۲۰۰ کارگاه فعال جوراب‌بافی، سالانه ۶ میلیون جین جوراب در لتگاه تولید می‌شود. پیشینه جوراب‌بافی در این روستا به دهه ۵۰ باز می‌گردد و رفته رفته بین همه اهالی گسترش یافته و امروز به آمار تولید ۱۸ هزار جین جوراب در ۲۴ ساعت رسیده است. امروزه به‌دلیل کاهش آب‌های زیرزمینی، کشاورزی به‌طور محسوسی کاهش یافته است. در سال‌های اخیر، به دلایل متعددی دامداری کاهش چشم‌گیری داشته است.